# Anabarilius grahami
Anabarilius grahami és una espècie de peix cipriniforme de la família dels ciprínids que es troba al sud-oest de la Xina.